# Borrehøjene
Borrehøjene, også kaldet Borreparken og uofficielt "Nasjonalparken", er en park i Horten kommune i Vestfold med en samling gravhøje og andre høje anlagt mellem 600 til 900. Området ligger ved Oslofjorden på Kirkebakken lidt øst for Borre kirke. Parken blev officielt åbnet i 1932. I 2000 blev Midgard historisk senter som er besøgscenter på stedet åbnet. 

## Omfang
Parken er ca. 182.000 m² stor. Den ligger hvor Raet dukker ned i Oslofjorden for at komme op igen på Østfoldsiden. Samlingen af gravhøjene er unikke i Skandinavien. Syv store høje og én gravrøse kan i dag ses. Mindst to af de oprindelige høje er blevet ødelagt i moderne tid. Det er også 25 mindre gravhøje og -røser indenfor området. 

## Borrehøjene og Ynglingeætten
Antikvar Nicolay Nicolaysen mente i 1800-tallet, at Borrehøjene muligvis kunne identificeres med det som sagaen Ynglingatal fortæller om kong Øystein Frets gravsted; på raets kant der hvor iskold Vadla elv går i foråret. Nicolaysen udgravede derfor højen som ligger længst nordøst i feltet og nærmest fjorden. Han fandt kun nogle ubrændte knogle fra en hest og lidt trækul. Alligevel konkluderede han med at
"… de nævnte vestfoldske kongers grave maa være at søge her."
Tre måneder efter Nicolaysens undersøgelser udgav P.A. Munch første bind af sit hovedværk Det Norske Folks Historie. Ynglingatal, Munchs nye norgeshistorie og Nicolaysens arkæologiske undersøgelser konkluderede ligeledes: Borrefeltet er Ynglingeættens gravplass. Konklusionen blev først modsagt i norsk historie og arkæologi i 140 år senere.

## Borrefundet fra 1852
Den første store høj som blev gravet ud, lå på jorden mellem Midgard historisk senter og parken. Det skete i 1852. Højen rummede en skibsgrav fra tidlig vikingetid, senere kendt som Borrefundet. Gravhøjen kaldes Skipshaugen.

## Arkæologiske undersøgelser i 1900- og 2000-tallet
Nogle af de mindre røser blev undersøgt i 1927. De indeholdt enkle brandgraver. 
I 1988 fik Universitetets Oldsaksamling doneret en større pengesum for at fastslå kronologi og den kulturelle, økonomiske og politiske bakgrund til Borrehøjene. Der blev åbnet et tværfagligt forskningsprojekt ledet af professor Bjørn Myhre. Undersøgelserne startede i sensommeren samme år og blev afsluttet i 1992. Resultaterne viste at to små gårdsgravfelte blev anlagt muligvis allerede så tidlig som i romertiden. Omkring 600 e.Kr. blev de første store høje anlagt. Den yngste af de store høj ser ud til at være skibsgraven med Borrefundet fra ca. 900. Undersøgelserne viste at det blev bygget én høj pr. generation. I 900-tallet blev nye grave sat ned i de eksisterende.
I november 2007 blev det påvist spor af to store halbygninger lige på vestsiden af gravfeltet, under dyrkede mark udenfor stenmuren. Sporene efter hallerne blev fundet ved hjælp af georadar.
I 2013 blev yderligere en stor bygning fundet i jorden mellem Borre præstegård og det store gravfelt i Borreparken. Bygningerne må have været så store og monumentale at de uden tvivl definerer Borre som et vigtig nordisk sted, på linje med Gamle Uppsala i Sverige og Lejre i Danmark.

## Kongssæde
Borre var kongssæde i vikingetid. Det viser gravmonumenterne, høvdingehallerne og resterne af en storgård udenfor parken og store bryggefundamenter nede ved søen.

## Sikring af området
Arkæologen A.W. Brøgger blev i 1915 udnævnt til professor ved Universitetet i Oslo. Tiltrædelsesforelæsningen handlede om Borrehøjene og hed Borrefundet og Vestfoldkongernes graver. Dette var i tiden efter unionsopløsningen, det var tid for nation opbygning, man trængte til henvisninger til en rig fortid og storhed. Borrehøjene egnede sig til dette. Brøgger var kendt som en dygtig forsker, men han havde også gode forbindelser indenfor det politiske miljø og indenfor erhvervslivet. Han begyndte arbejdet med at få fredet 65 dekar for at sikre selve højene.
I 1920'erne købte Sam Eyde gården Søndre Voll. Eyde blev dermed grundejer for den nordlige del af gravfeltet på Borre. Brøgger gik til ham med ideen om at lave Borrehøjene om til et nationalt monument. Eyde var med på ideen og gav sin del af feltet bort på betingelse af at Opplysningsvesenets fond ved Kirkedepartementet gjorde det samme med sin del. Tilsammen blev det 180 dekar. I 1927 var aftalen gjort.
Parken blev officielt åbnet af Haakon 7. af Norge i et stort anlagt arrangement 19. juni 1932, hvor omkring 6.000 personer mødte frem.
Den 22. april 1937 fastslog Vestfold fylkesting at området skulle forvaltes af Vestfold fylke. Det blev bestemt at parken skulle få et tilsyn som bestod af tre medlemmer fra fylkestinget, en fra Riksantikvaren og en fra Universitetets Oldsaksamling. 
Vestfold fylkeskommune har forvaltningsansvar for Borrehøjene i dag. Vedtægterne for området er under revurdering. 

## "Nasjonalparken"
A.W. Brøgger foreslog i forbindelse med åbningen af parken i 1932, at man skulle kalde området "Nasjonalparken". Formelt set har området aldrig haft status som nasjonalpark. Det officielle begreb "nationalpark" blev indført først i 1970 i forbindelse med naturvernloven.  

## Nasjonal Samling og Borrehaugene
I 1933 stiftet Vidkun Quisling sit eget nationalsocialistiske parti, Nasjonal Samling. Det var et år efter at Borreparken blev åbnet. Partiet hentede meget af sit værdigrundlag fra en stolt fortid, og brugte det aktivt til sit eget formål. Allerede i 1935 holdt NS sin første "pinsesamling" ved Borrehøjene. Traditionen blev holdt i hævd helt frem til 1944. Stedet blev hele tiden brugt for at skabe og vedligeholde myter om fortiden, myter som igen blev brugt aktivt af nazisterne for at legitimere Quislings visioner om et nyt Norge.
Borrehøjene var stigmatiseret i folks bevidsthed. Nazisterne havde "overtaget" kulturminderne. Efterhånden blev det vanskelig at identificere sig med den gode stemning fra åbningen i 1932. Dette førte til at i den første efterkrigstid, som var præget af knaphed på ressourcer, ble Borrehøjene nedprioriteret. Krat og buske voksede frit, og parken groede til. Kun pladsen og stierne blev holdt åbne og frie for vegetation. Alligevel blev Norges grundlovsdag for Horten og Borre afholdt i parken. Efterhånden blev der holdt flere arrangementer her, og det blev udgivet en officiel informationsbrochure. I den blev Snorres og Brøggers version af historien brugt. Borrefeltet var således ynglingekongernes gravplads.

## UNESCOs verdensarvliste
Regeringen ønsker at få Borrehøjene, Oseberghøjen, Gokstadhøjen og kvernsteinsbruddet i Hyllestad i Sogn ind på UNESCOs verdensarvliste. Ansøgningen blev indsendt i januar 2014. Verdensarvskomiteen skulle komme med sin afgørelse i sommeren 2015.

## Midgard historisk senter
Besøgscenteret Midgard historisk senter ligger lige udenfor parken. Det blev åbnet 27. maj 2000 af dronning Sonja af Norge. Centeret er en del af Vestfoldmuseerne. I tilknytning til centeret ligger Gildehallen som stod færdig i 2013.